# Moniliformis clarki
Moniliformis clarki är en hakmaskart som först beskrevs av Ward 1917.  Moniliformis clarki ingår i släktet Moniliformis och familjen Moniliformidae. Inga underarter finns listade i Catalogue of Life.